# امعجماء (مكيراس)

تعديل مصدري - تعديل

امعجماء هي إحدى قرى عزلة مكيراس بمديرية مكيراس التابعة لمحافظة البيضاء، بلغ تعداد سكانها 82 نسمة حسب تعداد اليمن لعام 2004.